# Norma fundamental
A Norma Fundamental é um conceito de Teoria do Direito desenvolvido pelo jurista austríaco Hans Kelsen, no âmbito de sua Teoria Pura do Direito. Para Kelsen, a Norma Fundamental é uma norma pressuposta no plano lógico jurídico, sendo  fundamento último de validade do ordenamento jurídico.

## Conceito
A partir de uma forte influência do pensamento epistemológico de Immanuel Kant, Kelsen concebe o ordenamento jurídico como sendo um conjunto hierarquizado de normas jurídicas, que se estruturam de forma escalona e ordenada. No entanto, essa hierarquia não é interminável; assim, a mais alta norma dessa hierarquia não possui como critério de sua validade uma norma superior, tendo em vista que esta norma é o ponto máximo da hierarquia de um determinado ordenamento jurídico. Como norma mais elevada e fundamento de validade de todas as normas de um ordenamento, ela tem de ser pressuposta, visto que não pode ser posta por uma autoridade, cuja competência teria de se fundar numa norma ainda mais elevada (Kelsen, 1999, p. 217). Sendo assim, esta norma, como sendo pressuposta, é designada por Kelsen como sendo “a normal fundamental” (Groundnorm), cuja validade objetiva não pode ser posta em questão.
Kelsen oferece um exemplo do conceito de norma fundamental: “devemos obedecer às ordens de Deus; Deus ordenou que obedeçamos às ordens dos nossos pais. Logo, devemos obedecer às ordens de nossos pais” (Kelsen, 1999, p. 221). Conforme esse exemplo, temos a norma “obedecer aos pais” com sua validade objetiva sendo dada pela norma “devemos obedecer à Deus” que, por si, não pode ser objetivamente contestada por outra norma superior, sendo, neste exemplo, a “norma fundamental”. Nesse sentido, a norma fundamental de um ordenamento jurídico positivo não é nada mais que uma regra fundamental, conforme a qual são produzidas as normas do ordenamento jurídico, a criação da estabilidade fundamental da produção jurídico (Kelsen, 2006, p. 96). 
Com base em sua Teoria Pura do Direito e sendo esta uma construção teórica inserida no positivismo jurídico, Kelsen não reconhece qualquer regra moral ou lei natural como critério de validade de outra norma positiva, motivo pelo qual rejeita considerações moralistas a respeito da validade da norma fundamental; trata-se assim de uma teoria formal de validade, em que a validade da norma depende de elementos que não levam em consideração o mérito das normas (Dimitri, p. 278).
Outros juristas também compartilharam com Kelsen a ideia de uma “regra fundamental” nos ordenamentos jurídicos. Norberto Bobbio, em sua obra “Teoria do Ordenamento Jurídico” (na qual este expressamente reconhece que sua teoria é uma complementação ou continuação ao trabalho de Kelsen), reconhece a existência de uma norma fundamental como “fundamento subentendido da legitimidade de todo o sistema” (Bobbio, p. 60). Alf Ross também aceita, em sua teoria, a existência de uma norma pressuposta que atribui validade ao sistema normativo (Barzotto, p. 87).

## Características

### Validade
Para Kelsen, há a assunção de que a norma fundamental é pressuposta. É um pressuposto baseado na razão (dogmática) que, conforme observa Tércio de Sampaio Ferraz, “ela encarna o próprio princípio da inegabilidade dos pontos de partida”(Júnior, 2003, p. 1888), sendo condição sine qua non para o estudo dogmático do Direito. No entanto, não se pode falar que a “norma fundamental” é tão-somente uma ficção positivista: a norma fundamental refere-se a uma determinada realidade. Segundo Krishnan, a norma fundamental deriva do fato de que foi aceita por um número suficiente de membros de determinada comunidade, podendo ser identificada como uma regra fundacional simplesmente por não depender de outra norma superior, e sim pela simples aceitação, como válida, pelos membros dessa comunidade (Krishnan, 2009, p. 7).

### Conteúdo
Para Kelsen, a Norma Fundamental de uma ordem jurídica não é uma norma material (Kelsen, 1999, p. 221), sendo uma regra puramente formal. 
Segundo Kelsen, "o sistema de normas do tipo estático afirma que a conduta dos indivíduos por elas determinada, é considerada como devida (devendo ser) por força do seu conteúdo: porque a sua validade pode ser reconduzida a uma norma a cujo conteúdo pode ser subsumido o conteúdo das normas que formam o ordenamento, como o particular ao geral."(Kelsen, 1999, 217). 
No entanto, Kelsen formula uma teoria do Direito como conceito dinâmico, em que não se fornece quaisquer respostas sobre o conteúdo do Direito, sendo este “algo criado por certo processo, e tudo que é criado desse modo é Direito”(Kelsen, 2000, p. 179). Dessa forma, Kelsen afirma que todo e qualquer conteúdo pode ser Direito, sendo que a validade de um sistema jurídico não pode ser negada pelo fato de o seu conteúdo contrariar o de uma outra norma que não pertença à ordem jurídica cuja norma fundamental é o fundamento de validade da norma em questão. A norma fundamental, dessa forma, é descrita como um mero ponto de partida do processo de construção do ordenamento jurídico, não prescrevendo qualquer conteúdo material.

## Norma Hipotética vs. Norma Fictícia
Em suas primeiras formulações a respeito da Norma Fundamental, Kelsen, ainda que reconheça as normas como expressão da vontade dos indivíduos, caracteriza a Norma Fundamental como uma ferramenta epistemológica para que se possa pressupor a validade do ordenamento jurídico, através de uma suposição hipotética; dessa forma, ao tratá-la como hipótese, Kelsen assume que a Norma Fundamental é fruto de um ato de cognição, e não de vontade (Spaak, 2010).
Em seus trabalhos posteriores, Kelsen mudou sua posição, ao sugerir que a Norma Fundamental é, na verdade, uma norma fictícia, “meramente pensada, produto de um mero ato de vontade também fictício” (José Florentino Duarte in Kelsen, 1986, p. IX). Fortemente influenciado pela Teoria do “Como Se” do filósofo alemão Hans Vaihinger, Kelsen passa a defender que a pressuposição da Norma Fundamental envolve uma importante correlação entre vontade e cognição: na medida em que essa ficção envolve também a pressuposição de uma autoridade (também fictícia) responsável por emanar a Norma Fundamental e que não corresponde a realidade (Kelsen, 1986, p. 328-329).

## Crítica
A teoria da Norma Fundamental de Kelsen foi alvo de diversas críticas. Herbert Hart dispôs que:
"A norma fundamental de Kelsen tem, num certo sentido, sempre o mesmo conteúdo; porque é, em todos os sistemas jurídicos, simplesmente a regra de que a constituição ou aqueles “que estatuíram a primeira constituição” devem ser obedecidos; esta aparência de uniformidade e simplicidade pode ser enganadora. Se uma constituição que especifique as várias fontes de direito for uma realidade viva, no sentido de que os tribunais e funcionários do sistema efetivamente identificam o direito de acordo com os critérios que prevê, então essa constituição é aceite e existe efetivamente. Parece ser uma duplicação repetida e inútil sugerir que há uma regra ulterior estabelecendo que a constituição (ou aqueles que “a editaram”) deve ser obedecida. Isso é particularmente claro onde, como no Reino Unido, não há constituição escrita: aqui parece não haver lugar para a regra “de que a constituição deve ser obedecida” em aditamento à regra de que certos critérios de validade (por ex., a promulgação da Rainha no Parlamento) devem ser utilizados ao identificar o direito. Tal é a regra aceite e considera-se causador de mistificação falar de uma regra, dizendo que essa regra deve ser obedecida (Hart, 1994, p. 275)".
Ao formular o conceito de Regra de Reconhecimento, Hart oferecia o que, a seu ver, trata-se de uma evolução da Norma Fundalmental. Para Juliano Aparecido Rinck, “A regra de reconhecimento, de caráter secundário, consiste na regra suprema do sistema jurídico, que estabelece quais as que devem ser reconhecidas como juridicamente válidas, ou seja, identifica quais regras diretas, regras primárias de obrigação, devem pertencer ao sistema normativo. A regra de reconhecimento não se apresenta de forma explícita, já que depende (e decorre) do comportamento dos agentes estatais, dos tribunais e dos particulares; assim, compreende-se a visão hartiana de direito como prática social, visto que o critério de validade consiste numa conduta social que reconhece, para determinado país e momento histórico, o que é direito válido” (Rinck, 2007).
Segundo Schiavello (2004), tanto a Norma Fundamental quanto a Regra de Reconhecimento são consideradas por seus autores regras superiors do ordenamento jurídico; no entanto, a noção de validade não é aplicável para a Regra de Reconhecimento, visto que seu autor a enxerga como produto de uma prática social, podendo assim assumir caráter empírico, enquanto a Norma Fundamental de Kelsen possui uma existência metafísica em que a noção da validade é central para seu pensamento.
Wacks (2012, p. 96) propõe um comparativo entre os dois conceitos, da seguinte forma:
| Regra de Reconhecimento | Norma Fundamental                                                                                                 |
| --- | --- |
| Não depende de coerção para sua validade                                                                                               | É baseada na coerção                                                                                              |
| Sua existência é uma questão de fato                                                                                                   | É ficcionalmente pressuposta                                                                                      |
| Sua função é fornecer um critério de reconhecimento para a identificação de regras                                                     | Sua função é validar todas as normas de um sistema                                                                |
| Pode incluir vários critérios de validade                                                                                              | Só existe uma norma fundamental                                                                                   |
| Fornece validade às regras dentro de um ordenamento jurídico ao permitir que oficiais reconheçam outras normas secundárias e primárias | Fornece validade a todo ordenamento jurídico, e também é fonte de todas as outras normas                          |
| Fornece unidade ao ordenamento jurídico                                                                                                | Permite que o aplicador do direito interprete a validade das normas em um campo de significação não-contraditório |
| Sua validade (que não possui qualquer importância em sua teoria) não pode ser demonstrada; ela simplesmente existe                     | É pressuposta em termos de eficácia; dessa forma, precisa ser válida                                              |
| Não há conexão necessária entre a validade e eficácia de uma regra (salvo se a regra de reconhecimento contiver essa previsão)         | A sua escolha não é arbitrária e depende necessariamente da eficácia                                              |

Joseph Raz sugere que Kelsen intepretou equivocadamente algumas ideias fundamentais de Kant para formular a Norma Fundamental, direcionando suas críticas tanto à ideia de que a Norma Fundamental promove a unidade de determinado ordenamento quanto à ideia de que a validade de todas as normas de determinado ordenamento derivam necessariamente da Norma Fundamental (Raz, 1982).
Ainda, a Norma Fundamental também recebeu críticas de juristas vinculados às correntes do moralismo jurídico, defendendo que a existência da Norma Fundamental explica a validade de “non-rule standards” (conforme a obra de Ronald Dworkin) como os princípios (Wacks, 2012, p. 105).